# 박정희대통령역사자료관
박정희대통령역사자료관은 경상북도 구미시에 있는 공립 박물관이다.

## 연혁
- 2021년 9월 17일 개관.